# Burghaslach
Burghaslach – gmina targowa w Niemczech, w kraju związkowym Bawaria, w rejencji Środkowa Frankonia, w regionie Westmittelfranken, w powiecie Neustadt an der Aisch-Bad Windsheim. Leży w Steigerwaldzie, około 18 km na północ od Neustadt an der Aisch, nad rzeką Haslach.

## Dzielnice
W skład gminy wchodzą następujące dzielnice:
| - Breitenlohe - Burghöchstadt - Freihaslach - Fürstenforst - Gleißenberg | - Hardhof - Kirchrimbach - Münchhof - Niederndorf - Oberrimbach | - Rosenbirkach - Seitenbuch - Unterrimbach |

## Polityka
Rada gminy składa się z 14 członków:
|      | CSU | SPD | Wspólnota Wyborcza Gleißenberg | Wolna Lista | Razem     |
| 2002 | 5   | 3   | 1                              | 5           | 14 miejsc |
| 2008 | 6   | 3   | 1                              | 4           | 14 miejsc |

## Zabytki i atrakcje
- zamek na wodzie w dzielnicy Breitenlohe
- zamek Burghaslach
- zamek Fürstenforst
- most kamienny
- Kościół pw. św. Idziego (St.Ägidius)